# زبرجد
الزَّبَرْجَد نوع من أنواع الأحجار الكريمة من أنواع معدن الأوليفين. تركيبته الكيميائية من سيليكات المغنسيوم والحديد المزدوجة Mg, Fe)2SiO4) ووجود الحديد بتركيبته يضفي عليه اللون الأخضر. تكونه المعدني قريب من تركيب حجر الزمرد، يعثر عليه في الصخور النارية القاعدية وفي الصخور الجيرية، وقد سميت جميع الأحجار الكريمة سابقاً ذات اللون المائل للأخضر بالزبرجد، وقد أخطأ علماء اللغة القدماء إذ أطلقوا تسمية واحدة على حجري الزمرد والزبرجد، ووحدهم أهل الفن القدماء الذين فرقوا بين هذين الحجرين. يعرف الزبرجد في عالم المجوهرات بلونه الزيتوني الشفاف وصلابته المرتفعة والتي تصل إلى 6.5 درجة على مقياس موس وللمقارنة فإن صلابة صخر الجرانيت تبلغ 5 درجات وتعد مناجم الزبرجد ذي اللون الزيتوني نادرة التواجد في العالم.

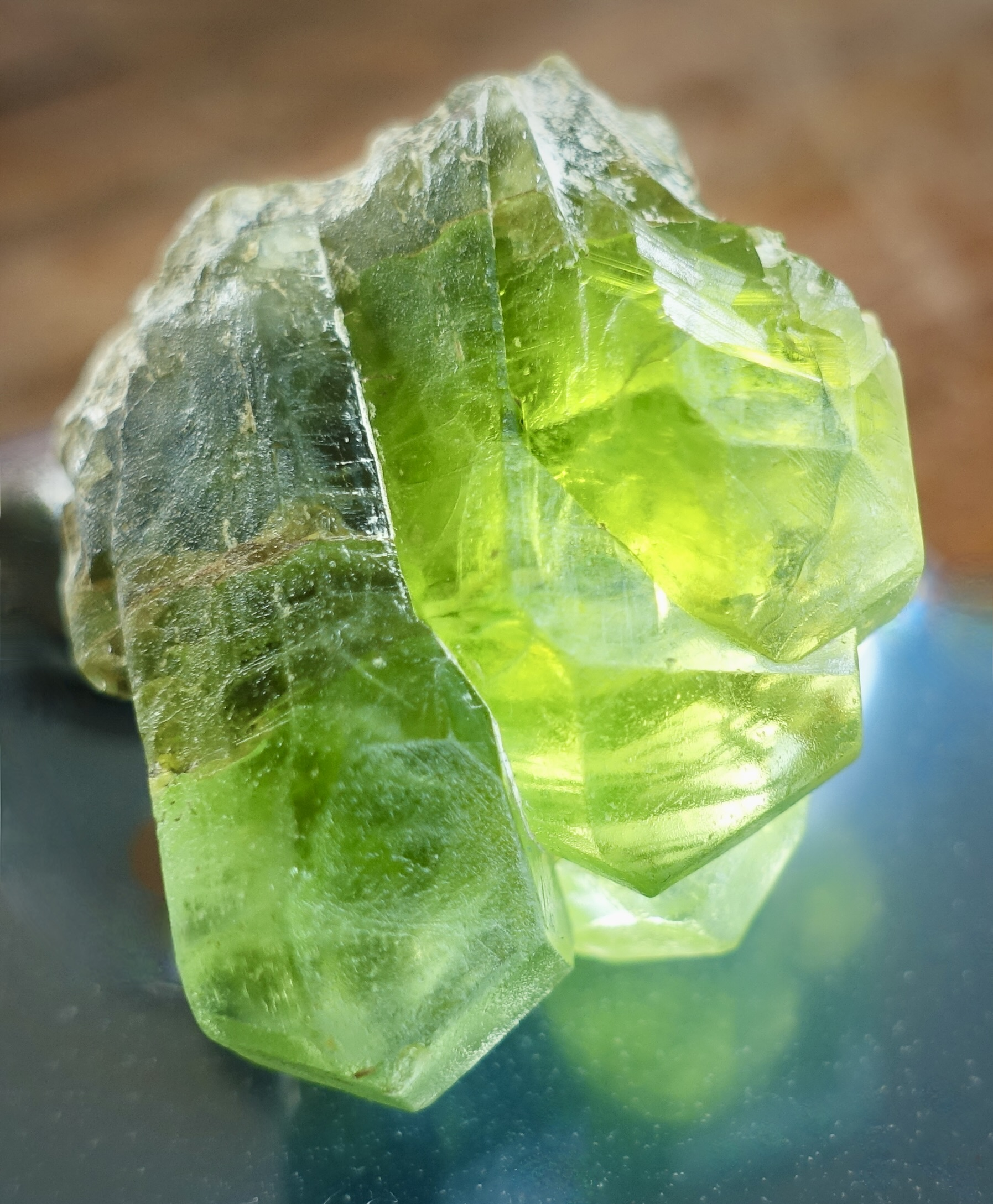

## الأصل اللغوي
يأتي (زَبَرْجَد) على الوزن الخُماسي (فَعَلَّل)، وهو وزن خماسي مجرد، وعليه لا يصلح إلا للأسماء.

## أنواعه
من أجمل و أرقى أنواع الزبرجد ذي البلورات الكبيرة هو المصري والبرازيلي. الزبرجد النقي عادة شفاف اللون ولكنه عادة يكون ملونا بسبب الشوائب الموجودة فيه، معظم الزبرجد ذو لون مائل للإصفرار وقد يكون أبيض أو رماديا أو أخضر أو أزرق. عند تسخينها غالباً ما تصبح الزبرجدة ذات لون أصفر محمر. من أسمائه: ماء البحر، الزمرد الريحاني، خرز الثعبان، الأوليفين (الزيتوني)، البريدوت، الزمرد الأخضر.

## أماكن تواجده

### موطنه الأصلي
المغرب العربي - مصر – السودان – جزيرة الزبرجد تقع في البحر الأحمر وهي تابعة لمصر) - الصين – الهند – قبرص.--اليمن

## معرض الصور

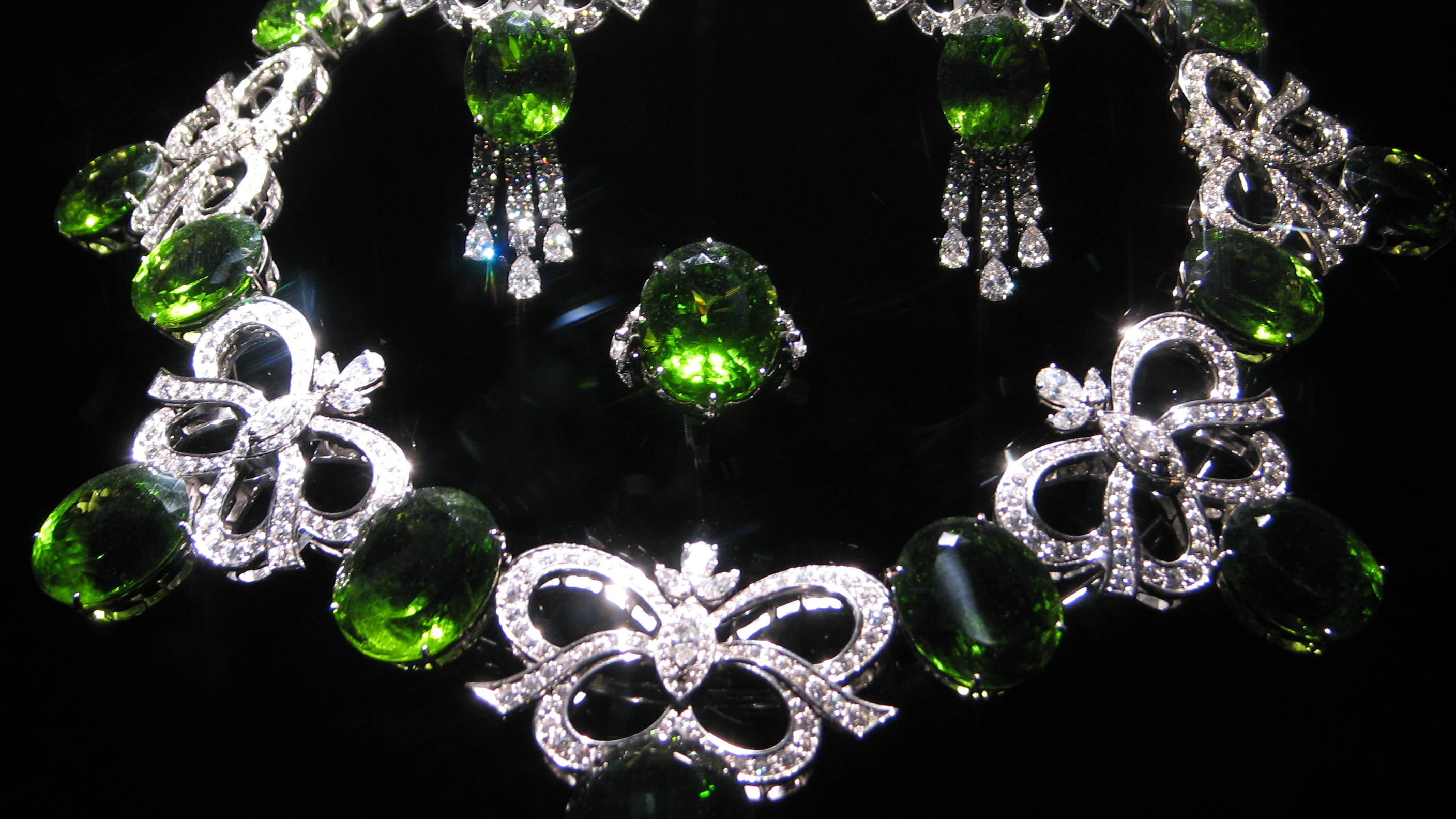
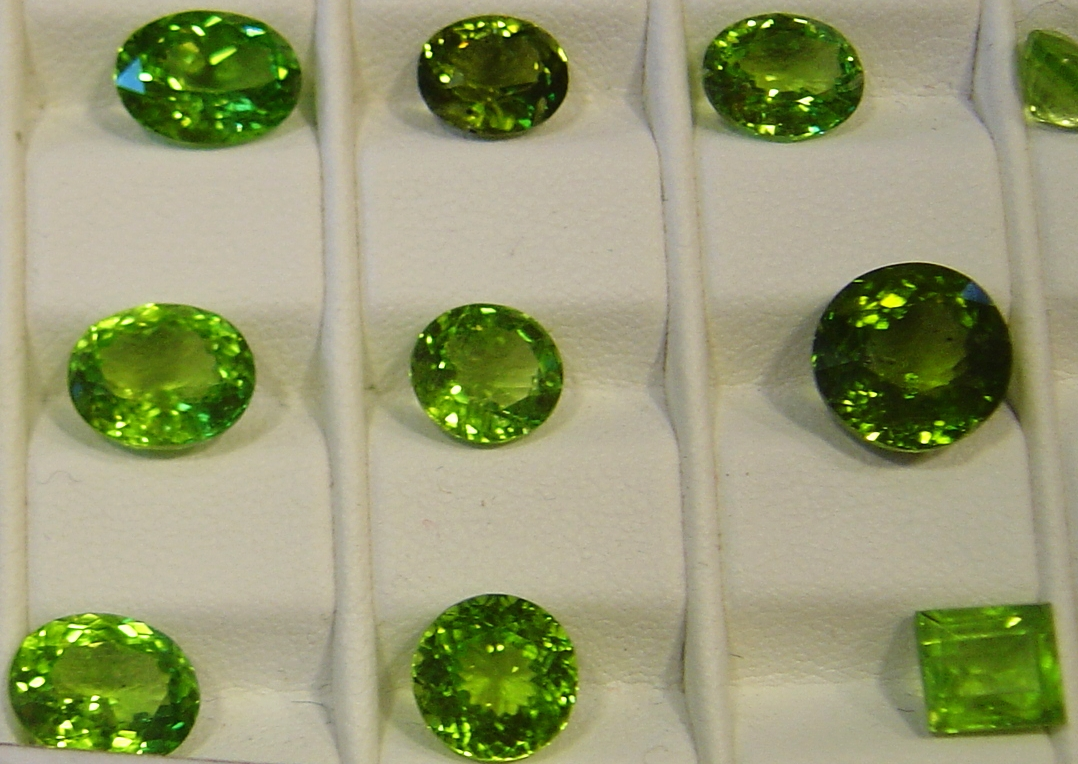
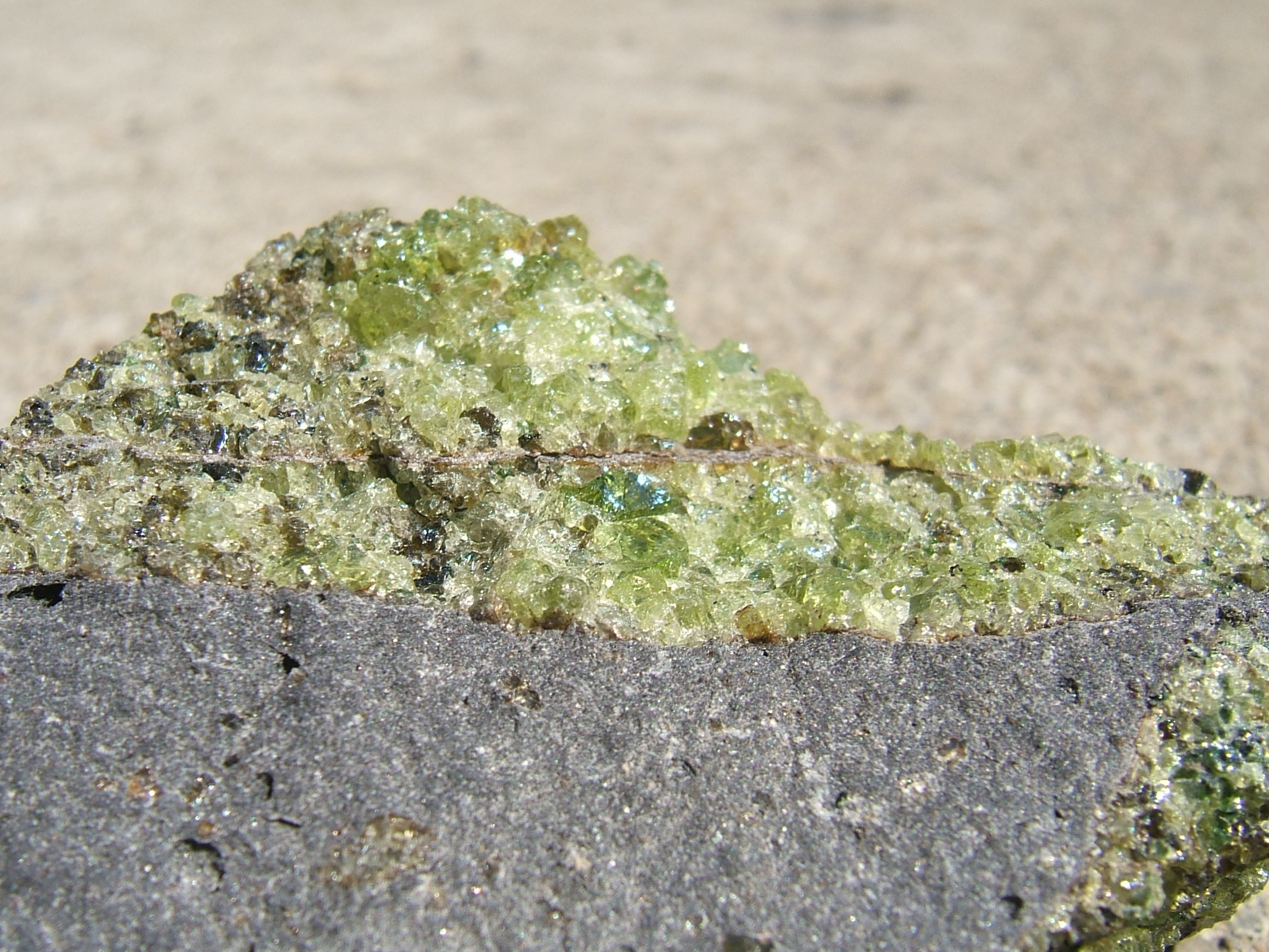
الزبرجد الزيتوني مع بيروكسين ثانوي ، بازلت حويصلي. (مجال الرؤية = 35 مم)
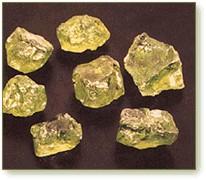
زبرجد من سان كارلوس محفوظ في أريزونا
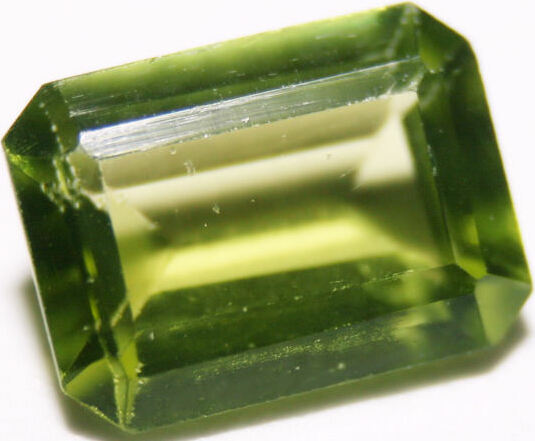
زبرجدة بلون أخضر زيتوني
زبرجد فيه لون حليبي
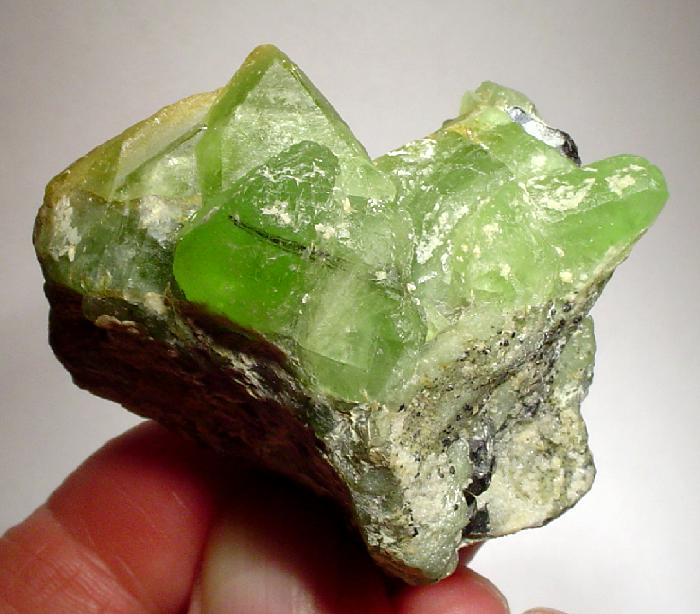
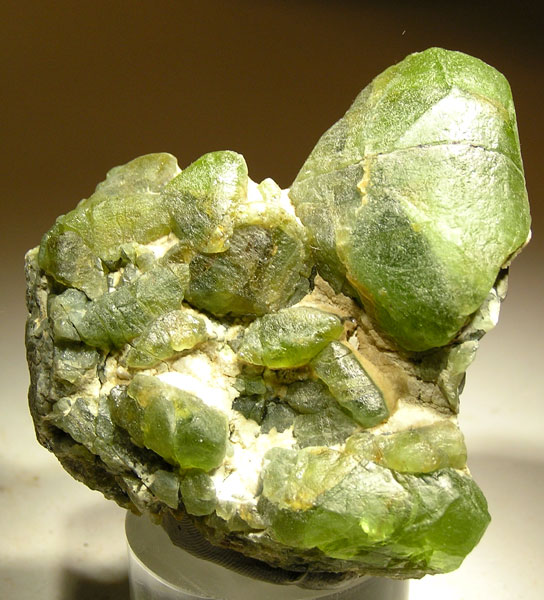
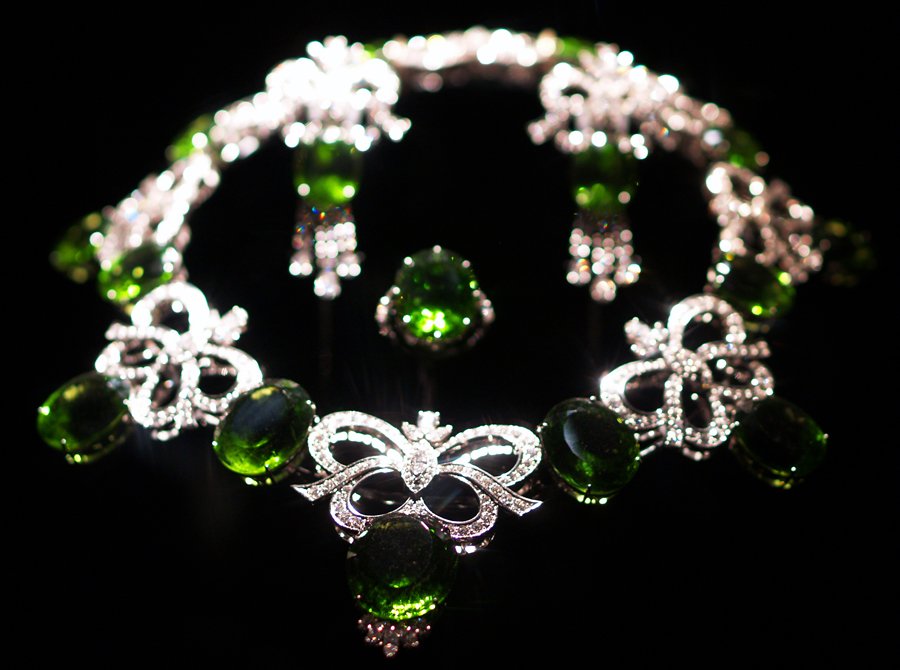
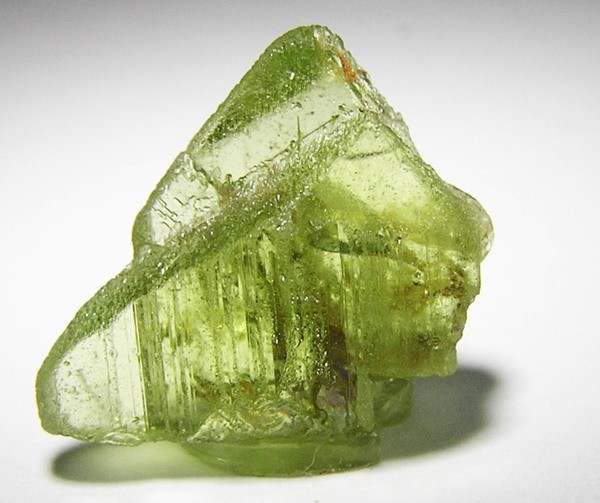
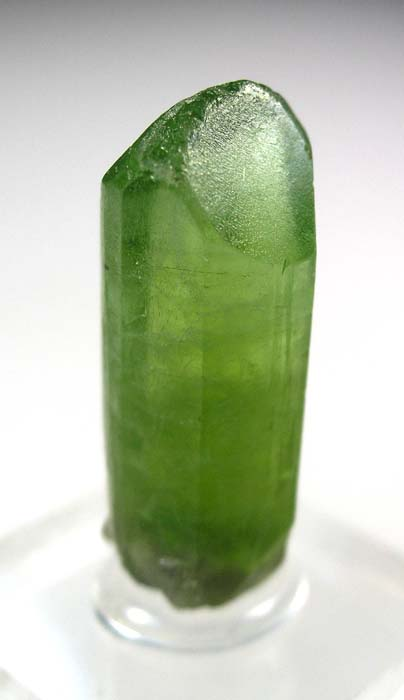
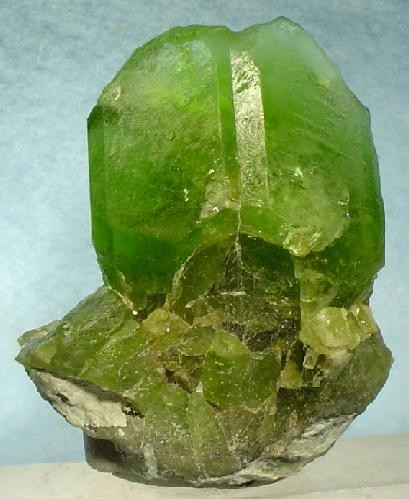
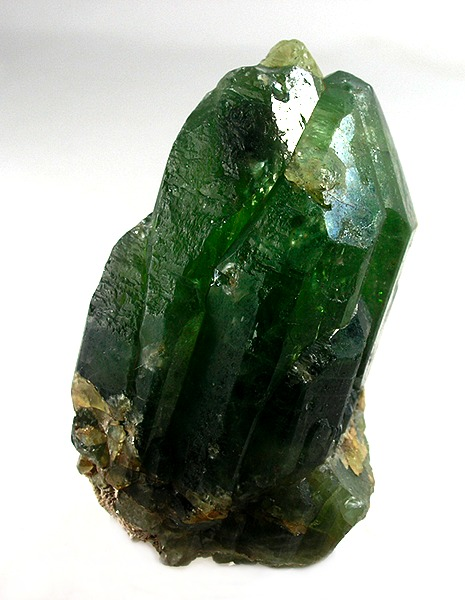
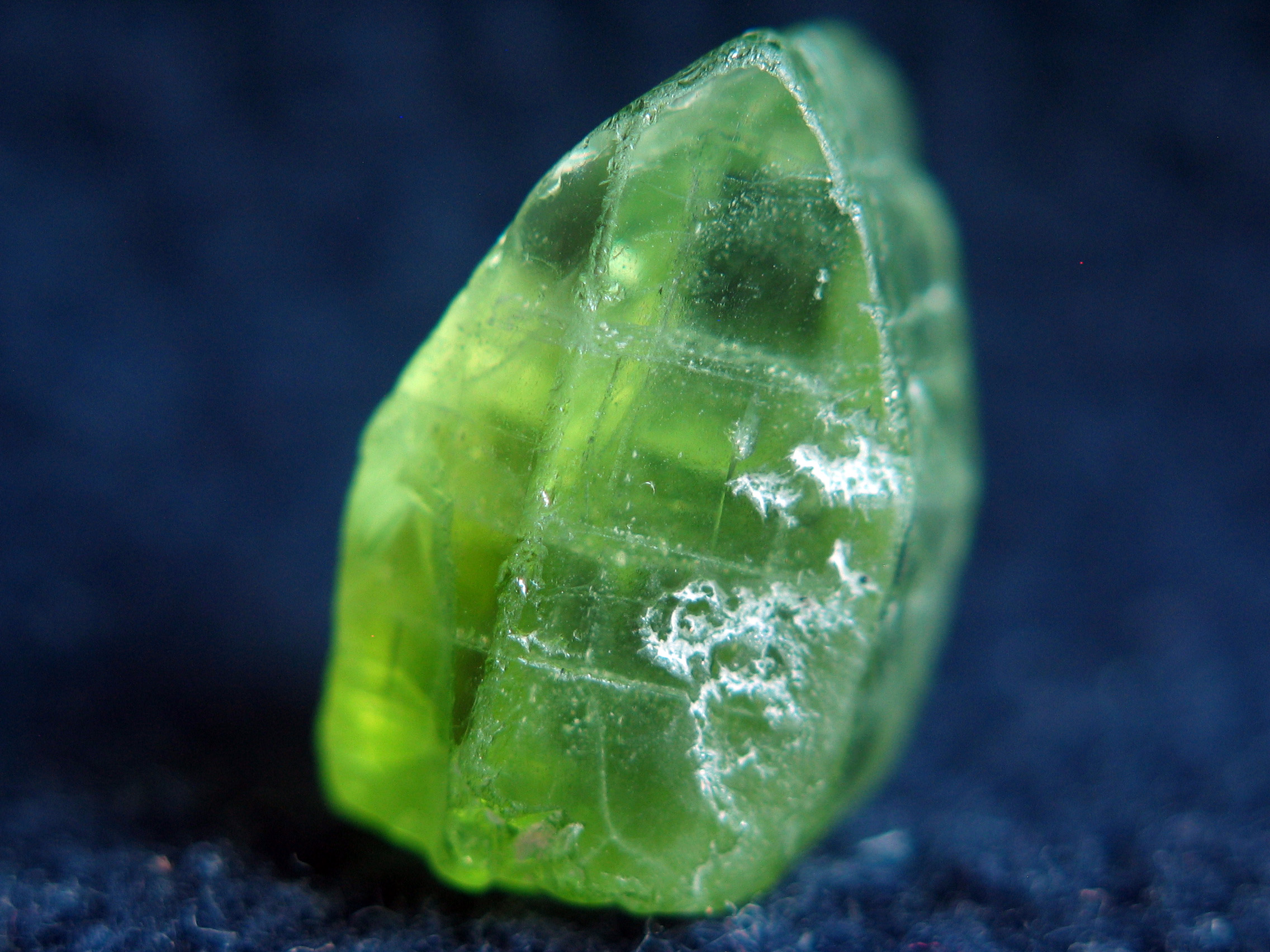